# Klavdiya Boyarskikh
Klavdija Bojarskikh (en russe : Клавдия Сергеевна Боярских), née le 11 novembre 1939 à Verkhniaïa Pychma, oblast de Sverdlovsk et décédée le 12 décembre 2009 à Iekaterinbourg, en Russie, est une fondeuse soviétique.

## Jeux olympiques
- Jeux olympiques d'hiver de 1964 à Innsbruck  Autriche:
  -  Médaille d'or sur 5 km.
  -  Médaille d'or sur 10 km.
  -  Médaille d'or en relais 3 × 5 km.

## Championnats du monde
- Championnats du monde de ski nordique 1966 à Oslo  Norvège:
  -  Médaille d'or sur 10 km.
  -  Médaille d'or en relais 3 × 5 km.
  -  Médaille d'argent sur 5 km.